# Qabaniso Malewezi
Qabaniso Malewezi, còn được gọi là Q, (sinh năm 1979) là nhạc sĩ, nhà thơ người Malawi. Ông từng là cựu thành viên của ban nhạc hip-hop Real Elements, sau đó ông là tác giả của một số tập thơ bao gồm bộ sưu tập âm thanh People. Năm 2015, ông nhận bằng tiến sĩ danh dự của Đại học Mzuzu.

## Tiểu sử
Malewezi lớn lên ở Lilongwe, là con trai của Justin Malewezi, cựu phó tổng thống của Malawi. Ông hứng thú với âm nhạc từ khi còn nhỏ. Trưởng thành, ông chuyển đến Vương quốc Anh, nơi ông theo học nghệ thuật biểu diễn tại Học viện nghệ thuật biểu diễn Liverpool và Học viện âm nhạc đương đại ở Guildford, Surrey.
Khi còn ở Vương quốc Anh, Malewezi tham gia nhóm nhạc hip-hop Real Elements, nhóm nhạc nổi tiếng tại Malawi và một số quốc gia khác. Họ hoạt động từ cuối những năm 1990 đến đầu thập niên 2000.
Năm 2004, Malewezi tạm thời quay trở lại Malawi để sống với cha mình, người vừa thất cử nhiệm kỳ tổng thống của Malawi năm đó. Sau một thời gian ngắn, ông quay trở lại Vương quốc Anh và quay lại Malawi một lần nữa vào năm 2005.

## Thơ
Tập thơ đầu tay của Malewezi, The Road Taken, được xuất bản năm 2011. Cuốn sách được biên tập bởi Pascal Kishindo, Justin Malewezi Jr. và nhà thiết kế đồ họa Fred Coelho. Những bài thơ từ cuốn sách đã được đưa vào một số khóa học viết. Năm 2013, Malewezi đã xuất bản tập thơ thứ hai của mình, Little Discoveries, viết bằng tiếng Anh, và năm 2016, ông đã xuất bản tập thơ âm thanh People. Khi ra mắt, Malewezi đã đưa bài thơ của mình lên "Wikipedia".
Năm 2015, ông nhận bằng tiến sĩ danh dự từ Đại học Mzuzu để ghi nhận những đóng góp của ông cho nghệ thuật.